# شهرک شهید مدنی (اندیمشک)
شهرک شهید مدنی، شهرکی از توابع بخش مرکزی استان همدان است

## جمعیت
این شهرک در دهستان حومه همدان قرار دارد و براساس سرشماری مرکز آمار ایران در سال ۱۳۹۵، جمعیت آن 40000 نفر (۳۴۳ خانوار) بوده‌است.